# Ruta 510 (Costa Rica)
La Ruta 510, oficialmente Ruta Nacional Terciaria 510, es una ruta nacional de Costa Rica ubicada en la provincia de Heredia.

## Descripción
En la provincia de Heredia, la ruta atraviesa el cantón de Sarapiquí (los distritos de Puerto Viejo,  Llanuras del Gaspar).